# Przewłoka warzywna
Przewłoka warzywna, pietruszka aleksandryjska (Smyrnium olusatrum L.) – gatunek rośliny z rodziny selerowatych. Pochodzi z regionu Morza Śródziemnego. Występuje naturalnie w południowej i zachodniej Europie, sięgając na północy do północno-zachodniej Francji. Jako roślina zawleczona i zdziczała rośnie także na Wyspach Brytyjskich, w Holandii i na Bermudach.

## Morfologia
PokrójOkazała roślina, dorasta do 1,5 m wysokości, o silnym zapachu.
ŁodygaGruba, naga, bruzdowana, nieowłosiona, rozgałęziona, pusta w środku w międzywęźlach.
LiścieDolne liście duże, 3–4-krotnie pierzaste, osadzone na długich ogonkach. Liście górne obejmują łodygę. Poszczególne listki o zaokrąglonych końcach, głębokich wcięciach, jasnozielone, błyszczące.
KwiatyDrobne, zebrane w duże, kuliste baldachy złożone, zielonkawo-żółte. Kielich o pięciu niewyraźnych ząbkach. Płatków korony pięć, o długości ok. 1,5 mm. Pręcików pięć. Słupek dolny, z dwiema szyjkami. Pokryw brak, pokrywki płaskie i równowąskie, o długości mniej więcej takiej, jak baldaszki.
OwoceDuże rozłupki, składające się z dwóch czarnych niełupek.

## Biologia i ekologia
Roślina dwuletnia. Kwitnie od końca maja do lipca. Siedlisko: rośnie w miejscach wilgotnych, na glebach żyznych, głębokich próchnicznych, przepuszczalnych – czarnoziemy, lessy, mady. Preferuje stanowiska słoneczne i półcienie.

## Zastosowanie
Jadana co najmniej od Starożytności jako jedna z pierwszych wiosennych roślin zielonych. Była popularnym warzywem do czasu aż została zastąpiona przez selery zwyczajne w XV wieku. Uznaje się, że do Anglii sprowadzona została przez Rzymian i świadczyć o tym ma to, że zdziczała wciąż jeszcze utrzymuje się przy ruinach osad rzymskich. Podobnie znajdowana jest przy dawnych klasztorach, przy których była uprawiana jako postne pożywienie. Jadano młode pędy, ogonki liściowe i liście, pąki kwiatowe oraz korzenie tej rośliny. Ceniono ich smak, podobny do selerów, ale nieco ostrzejszy. Roślina cechuje się wysoką zawartością witaminy C, a poza tym ma działanie moczopędne, oczyszczające i przeczyszczające (zwłaszcza korzeń).

## Uprawa
Rozmnaża się z nasion wysiewanych na rozsadniku lub wprost do gruntu. Na rozsadnik wysiewa się nasiona pod koniec lipca lub na początku sierpnia. Wprost do gruntu nasiona wysiewa się w sierpniu. Roślinę uprawia się na glebie średnio żyznej, przepuszczalnej. 

## Nazewnictwo
Nazwa łacińska pochodzi od miasta Smyrna w Azji Mniejszej. Wymieniana już przez  Teofrasta i Pliniusza Starszego.